# Morgraig Castle
Morgraig Castle är ett slott i Storbritannien.   Det ligger i kommunen Caerphilly och riksdelen Wales, i den södra delen av landet, 210 km väster om huvudstaden London. Morgraig Castle ligger 236 meter över havet.
Terrängen runt Morgraig Castle är kuperad åt nordväst, men åt sydost är den platt. Morgraig Castle ligger uppe på en höjd. Runt Morgraig Castle är det tätbefolkat, med 709 invånare per kvadratkilometer. Närmaste större samhälle är Cardiff, 8,3 km söder om Morgraig Castle. Trakten runt Morgraig Castle består i huvudsak av gräsmarker.